# Ampulicidae
Ampulicidae, hay Tò vò gián, (khoảng 200 loài) nhỏ, chủ yếu là nhóm nhiệt đới nhóm của tò vò sphecoid, tất cả đều sử dụng nhiều loài gián khác nhau làm con mồi cho ấu trùng của chúng. Chúng có xu hướng có hàm dài, eo như cổ ở phía sau đầu, bụng có petiolate mạnh, và rãnh sâu trên ngực. Nhiều con có bề ngoài giống kiến, mặc dù một số có màu sắc rực rỡ màu xanh kim loại hoặc màu xanh lá cây.
Hầu hết các loài côn trùng này chích gián nhiều hơn một lần. Cú chích đầu tiên được hướng vào các hạch thần kinh ở phần ngực của con gián, tạm thời làm tê liệt con mồi 2-5 phút - nhiều hơn thời gian đủ cho ong để thêm một cú chích thứ hai. Cú chích thứ hai được hướng vào khu vực não của con mồi. Khi con mồi đã phục hồi từ cú chích đầu tiên, nó không cố gắng chạy trốn. Con tò vò gián xén râu con mồi bằng hàm dưới và uống haemolymph trước khi đi ngược trở lại và kéo râu con gián đã bị xén bớt của về hang mình, nơi mà một quả trứng sẽ được đẻ vào con gián. Ấu trùng sẽ ăn con gián còn sống nhưng đã bị chế ngự.

## Hình ảnh

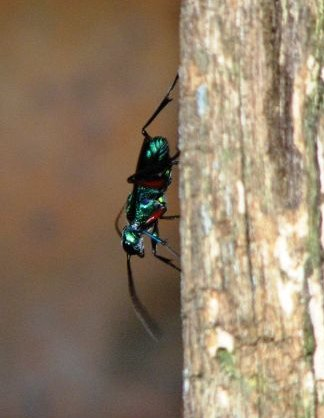
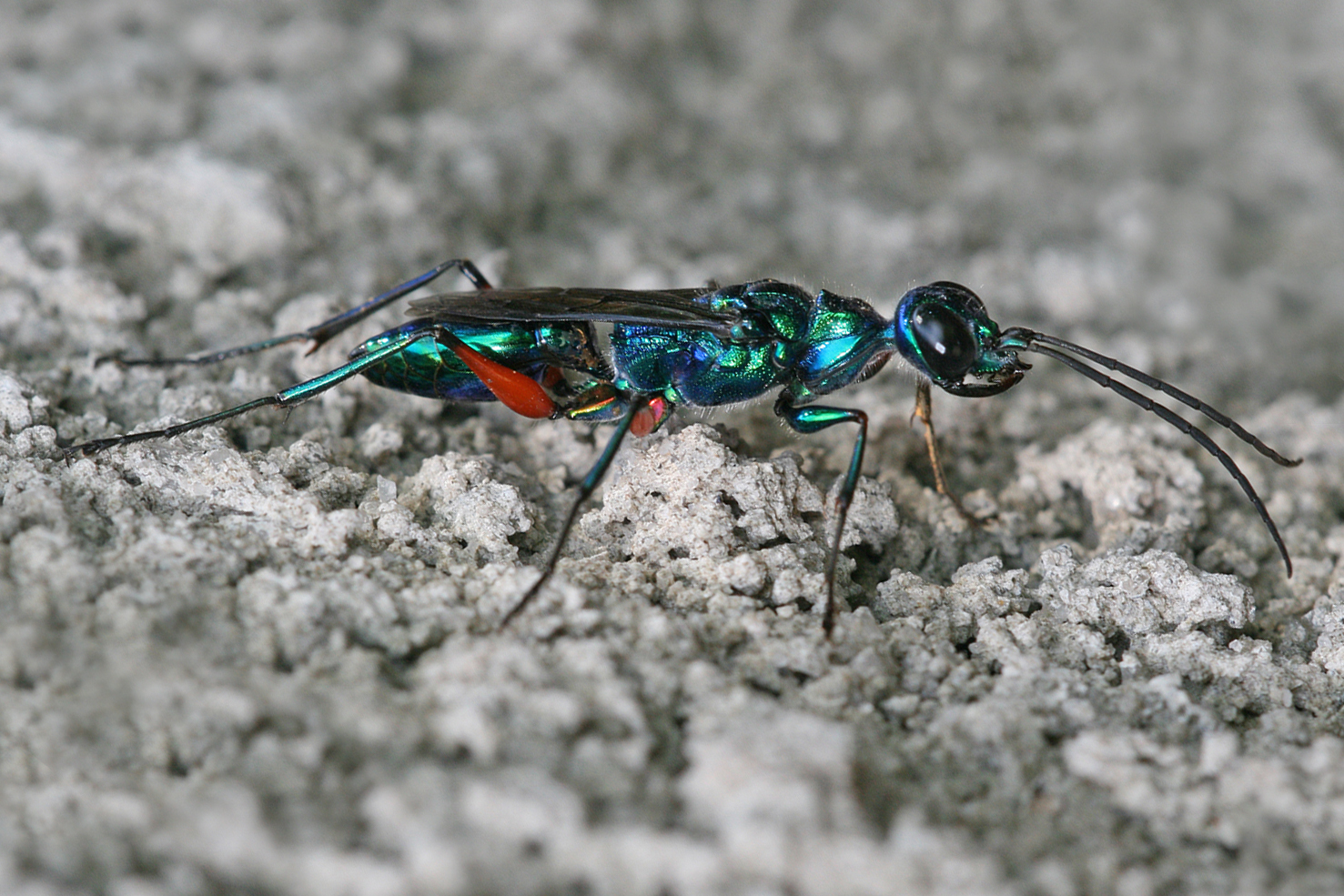